# Frank Lehmann (Sportwissenschaftler)
Frank Lehmann (* 1956) ist ein deutscher Sportwissenschaftler.

## Leben
Lehmann studierte an der Deutschen Hochschule für Körperkultur (DHfK) in Leipzig und schloss 1983 seine Doktorarbeit zum Thema „Zur trainingsmethodischen Effektivierung des Beschleunigungs- und Schnelligkeitstrainings in den Altersklassen 13 - 15 der Disziplingruppe Sprint/Hürden des DVfL der DDR“ ab. Als Wissenschaftler an der DHfK beschäftigte er sich anschließend unter anderem mit dem Nachwuchstraining in den Sprint- und Hürdendisziplinen der Leichtathletik. Seine 1991 vorgelegte Habilitationsschrift lautete „Zur Struktur und Entwicklung der maximalen Laufgeschwindigkeit in der Wechselwirkung von Schnelligkeit als neuromuskuläre Leistungsvoraussetzung und Kraft“.
Am Institut für Angewandte Trainingswissenschaft (IAT) wurde er Leiter des Fachbereichs Kraft-Technik. Er leitete unter anderem Forschungsprojekte in den leichtathletischen Sprint-, Wurf- und Stoßdisziplinen. Darüber hinaus gehörte er zu den Verfassern des Buches „Grundlagen der Leichtathletik: Das Standardwerk für Ausbildung und Praxis“ sowie des Rahmentrainingsplans des Deutschen Leichtathletik-Verbandes für das Grundlagentraining und veröffentlichte zahlreiche Aufsätze in sportwissenschaftlichen Zeitschriften, unter anderem über die Themen Bewegungsrhythmus, Schnelligkeitstraining, Bewegungsgesteuerte neuromuskuläre Stimulation, Sprinttraining, Training in den Wurf- und Stoßdisziplinen der Leichtathletik und Tendenzen der Spitzenleichtathletik.
Beim Leichtathletik-Verband Sachsen gehörte Lehmann als wissenschaftlicher Berater zum Landesausschuss Leistungssport sowie beim Deutschen Leichtathletik-Verband zum Bundesausschuss Bildung und Wissenschaft.